# Marawi (Lanao del Sur)
Marawi is de hoofdstad van de Filipijnse provincie Lanao del Sur op het eiland Mindanao. Bij de laatste census in 2015 had de stad ruim 201 duizend inwoners.

## Geografie

### Bestuurlijke indeling
Marawi is onderverdeeld in de volgende 96 barangays:
| - Ambolong - Amito Marantao - Bacolod Chico Proper - Banga - Bangco - Banggolo Poblacion - Bangon - Basak Malutlut - Beyaba-Damag - Bito Buadi Itowa - Bito Buadi Parba - Boganga - Boto Ambolong - Buadi Sacayo - Bubong Lumbac - Bubonga Cadayonan - Bubonga Lilod Madaya - Bubonga Marawi - Bubonga Pagalamatan - Bubonga Punod - Cabasaran - Cabingan - Cadayonan - Cadayonan I | - Calocan East - Calocan West - Daguduban - Dansalan - Datu Naga - Datu Sa Dansalan - Dayawan - Dimaluna - Dulay - Dulay West - East Basak - Emie Punud - Fort - Gadongan - Gadongan Mapantao - Guimba - Kapantaran - Kilala - Kormatan Matampay - Lilod Madaya - Lilod Saduc - Lomidong - Lumbac Marinaut - Lumbaca Madaya | - Lumbaca Toros - Malimono - Marawi Poblacion - Marinaut East - Marinaut West - Matampay - Mipaga Proper - Moncado Colony - Moncado Kadingilan - Moriatao Loksadato - Navarro - Norhaya Village - Olawa Ambolong - Pagalamatan Gambai - Pagayawan - Panggao Saduc - Pantaon - Papandayan - Papandayan Caniogan - Paridi - Patani - Pindolonan - Poona Marantao - Pugaan | - Rapasun MSU - Raya Madaya I - Raya Madaya II - Raya Saduc - Rorogagus East - Rorogagus Proper - Sabala Manao - Sabala Manao Proper - Saduc Proper - Sagonsongan - Sangcay Dansalan - Somiorang - South Madaya Proper - Sugod Proper - Tampilong - Timbangalan - Tolali - Tongantongan-Tuca Timbangalan - Toros - Tuca - Tuca Ambolong - Tuca Marinaut - Wawalayan Calocan - Wawalayan Marinaut |

## Demografie
Marawi had bij de census van 2007 een inwoneraantal van 177.391 mensen. Dit zijn 46.301 mensen (35,3%) meer dan bij de vorige census van 2000. De gemiddelde jaarlijkse groei komt daarmee uit op 4,26%, hetgeen hoger is dan het landelijk jaarlijks gemiddelde over deze periode (2,04%). Vergeleken met de census van 1995 is het aantal mensen met 63.002 (55,1%) toegenomen.

De bevolkingsdichtheid van Marawi was ten tijde van de laatste census, met 177.391 inwoners op 87,55 km², 2026,2 mensen per km².

## Bestuur en politiek
Zoals in alle steden is de belangrijkste bestuurder van Marawi de burgemeester. De burgemeester wordt elke drie jaar gekozen door de kiesgerechtigde stemmers binnen de stad en is het hoofd van het stadsbestuur en de uitvoerende organen. De huidige burgemeester van de stad is Majul Usman Gandamra. De viceburgemeester is voorzitter van de sangguniang panlungsod (stadsraad). Deze sangguniang panlungsod is de wetgevende macht binnen de stad en is samengesteld uit de afgevaardigden uit de stadsdistricten van Marawi.
In mei 2017 werden grote delen van de stad bezet door de aan IS-gelieerde strijdgroep Maute. Gedurende deze periode bleef de burgemeester formeel aan de macht, maar was hij wel enige tijd de controle over de stad kwijt. Op 23 mei 2017 begon een grootscheepse legeroperatie om een einde aan de bezetting door Maute te maken. Het conflict in Marawi duurde tot 23 oktober 2017.
Lijst van burgemeesters van Marawi sinds 1986
- 1986 – 1988 Abbas Basman
- 1988 - 1992 Mahid Mutilan
- 1992 – 1998 Abbas Basman
- 1998 - 2007 Omar Ali
- 2007 - 2013 Fahad Salic

Bacolod-Kalawi · Balabagan · Balindong · Bayang · Binidayan · Buadiposo-Buntong · Bubong · Bumbaran · Butig · Calanogas · Ditsaan-Ramain · Ganassi · Kapai · Kapatagan · Lumba-Bayabao · Lumbaca-Unayan · Lumbatan · Lumbayanague · Madalum · Madamba · Maguing · Malabang · Marantao · Marawi · Marogong · Masiu · Mulondo · Pagayawan · Piagapo · Picong · Poona Bayabao · Pualas · Saguiaran · Sultan Dumalondong · Tagoloan II · Tamparan · Taraka · Tubaran · Tugaya · Wao